# Kazuya Minekura
Kazuya Minekura (jap. 峰倉 かずや Minekura Kazuya; ur. 23 marca 1975 w prefekturze Kanagawa) – japońska mangaka.

## Twórczość
- Saiyuki
- Saiyuki Reload
- Saiyuki Reload Blast
- Saiyuki Gaiden
- Saiyuki Ibun
- Wild Adapter
- Just!
- Stigma
- Brother
- Zuorama (ヅオラマ)
- Bus Gamer
- Shiritsu Araiso Koto Gakko Seitokai Shikkobu (Araiso Private High School Student Council Executive Committee)
- Hachi no Su (蜂の巣 Honeycomb)